# Maxine Waters
Maxine Waters, née Maxine Moore Carr le 15 août 1938 à Saint-Louis (Missouri), est une femme politique américaine, membre du Parti démocrate, représentante fédérale de Californie pour le 29e (1991-1993), 35e (1993-2013) puis 43e district de l'État (depuis 2013).
Elle fut auparavant membre de l'Assemblée de l'État de Californie entre 1976 et 1991. En tant qu'élue à la Chambre des représentants des États-Unis, elle fut une opposante notable à la guerre d'Irak.

## Biographie

### Jeunesse et débuts
Maxine Waters nait dans une famille de 13 enfants, élevée par une mère célibataire à Saint-Louis,. Après le lycée, elle épouse Edward Waters. Ils ont ensemble deux enfants, Edward et Karen.
Au début des années 1960, la famille rejoint la Californie du Sud. Elle travaille dans une usine de textile puis pour une compagnie de téléphones. En 1966, elle rejoint le programme Head Start et devient enseignante ; elle coordonne par la suite plusieurs volontaires du programme. Quatre ans plus tard, elle est diplômée en sociologie de l'université d'État de Californie à Los Angeles. Elle divorce de son premier mari en 1972.

### Politique locale
À partir de l'université, Waters s'engage en politique. Elle dirige notamment la campagne de David S. Cunningham au conseil municipal de Los Angeles en 1973 et devient son assistante une fois Cunningham élu.
En 1976, elle se présente à l'Assemblée de l'État de Californie dans un district majoritairement afro-américain et hispanique de Los Angeles. Durant la primaire démocrate, elle bat Johnny Collins, soutenu par le député sortant. Bras droit du président de l'Assemblée Willie Brown, elle porte notamment une loi obligeant les fonds de pension de l'État à retirer leurs fonds de sociétés opérant dans l'Afrique du Sud ségrégationniste. 

### Au Congrès
Maxine Waters est élue à la Chambre des représentants des États-Unis en 1990. Dans une circonscription s'étendant aujourd'hui du sud de Los Angeles à Torrance, elle est réélue tous les deux ans avec plus de 70 % des suffrages. En 2024, Maxine Waters en est à son dix-huitième mandat à la Chambre des représentants.
En 2008, elle est critiquée pour organiser une rencontre entre le département du Trésor et les dirigeants d'une banque dans laquelle son mari détient des actions, dans le but d'obtenir des fonds fédéraux. Une enquête est lancée par la commission d'éthique de la Chambre des représentants, qui estime après trois ans que Waters n'a pas violé de règles d'éthique,. Son petit-fils, alors directeur de cabinet, est néanmoins réprimandé pour son rôle en faveur de la banque. Citizens for Responsibility and Ethics in Washington (en) considère alors Maxine Waters comme « l'un des élus les plus corrompus ». Une autre polémique concerne sa fille Karen, qui a rassemblé près de 650 000 dollars en monnayant le soutien officiel de Waters à des candidats, dont la liste est ensuite envoyée aux électeurs par le biais de slate mailer. Ce moyen, légal, est considéré comme un moyen de détourner les lois de financement électoral.
Depuis 2013, elle est la démocrate la mieux placée au sein de la commission des services financiers de la Chambre des représentants.

## Dans la culture populaire
La répartie de Waters, surnommée « Auntie Maxine » en français : « tatie Maxine », et ses attaques contre l'administration Trump (elle a appelé publiquement au harcèlement de tout membre de l'administration Trump, y compris dans un restaurant, un magasin ou une station service, recommandant la formation de manifestations pour leur interdire toute vie normale : « They're not welcome anywhere ») lui valent une certaine popularité auprès des millenials. Les vidéos de ses interventions font régulièrement le buzz sur internet,,,.

## Historique électoral

### Chambre des représentants des États-Unis
| Année | Maxine Waters | Démocrate | Républicain | PFP    | AIP    | Libertarien | NLP    |
| ----- | ------------- | --------- | ----------- | ------ | ------ | ----------- | ------ |
| Année |               |           |             |        |        |             |        |
| 1990  | 79,40 %       | —         | 18,64 %     | 1,96 % | —      | —           | —      |
| 1992  | 82,50 %       | —         | 13,96 %     | 2,24 % | —      | 1,30 %      | —      |
| 1994  | 78,15 %       | —         | 21,57 %     | —      | —      | —           | —      |
| 1996  | 85,50 %       | —         | 12,09 %     | —      | 2,41 % | —           | —      |
| 1998  | 89,32 %       | —         | —           | —      | 2,41 % | —           | —      |
| 2000  | 86,54 %       | —         | 10,93 %     | —      | 1,64 % | 2,62 %      | 0,99 % |
| 2002  | 77,51 %       | —         | 19,37 %     | —      | 3,12 % | —           | —      |
| 2004  | 80,53 %       | —         | 15,08 %     | —      | 2,20 % | 2,19 %      | —      |
| 2006  | 83,75 %       | —         | —           | —      | 8,47 % | 7,78 %      | —      |
| 2008  | 82,58 %       | —         | 13,24 %     | —      | —      | 4,18 %      | —      |
| 2010  | 79,33 %       | —         | 20,66 %     | —      | —      | —           | —      |
| 2012  | 71,24 %       | 28,76 %   | —           | —      | —      | —           | —      |
| 2014  | 70,96 %       | —         | 29,04 %     | —      | —      | —           | —      |
| 2016  | 76,08 %       | —         | 23,92 %     | —      | —      | —           | —      |
| 2018  | 77,7 %        | —         | 22,3 %      | —      | —      | —           | —      |
| 2020  | 71,7 %        | —         | 28,3 %      | —      | —      | —           | —      |
| 2022  | 77,3 %        | —         | 22,7 %      | —      | —      | —           | —      |
| 2024  | 75,07 %       | —         | 24,93 %     | —      | —      | —           | —      |